# ديريك بيلي (لاعب كريكت)
ديريك بيلي (15 أغسطس 1918 بمرليبون في المملكة المتحدة - 19 يونيو 2009 في غيرنزي) (بالإنجليزية: Derrick Bailey)‏ هو لاعب كريكت بريطاني (وحمل سابقاً جنسية المملكة المتحدة لبريطانيا العظمى وأيرلندا). لعب مع نادي مقاطعة غلوستر للكريكت ‏.